# Hirano-ku
Hirano-ku (平野区?) è uno dei 24 quartieri di Ōsaka, in Giappone.